# Pianfei
Pianfei là một đô thị tại tỉnh Cuneo trong vùng Piedmont của Italia, vị trí cách khoảng 80 km về phía nam của Torino và khoảng 13 km về phía đông của Cuneo. Tại thời điểm ngày 31 tháng 12 năm 2004, đô thị này có dân số 1.980 người và diện tích là 15.1 km².
Pianfei giáp các đô thị: Chiusa di Pesio, Margarita, Mondovì, Roccaforte Mondovì và Villanova Mondovì.